# Vermiforme

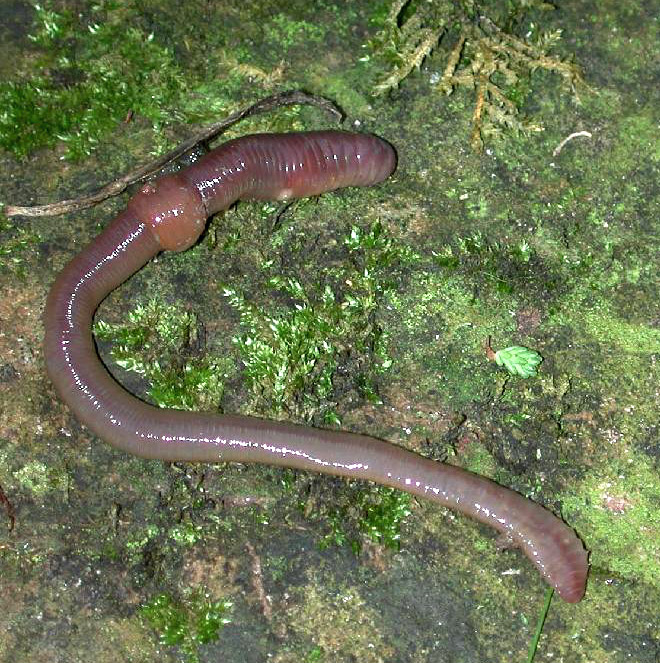
Lombriz de tierra, típico animal vermiforme.

Vermiforme (del latín vermis = gusano; forme = forma) es un adjetivo utilizado para caracterizar seres vivos o estructuras que tienen forma parecida a un gusano o verme. Las características que se asumen al designar animales como vermiformes incluyen simetría bilateral, ausencia de extremidades y cuerpos blandos con un largo de más de dos o tres veces su ancho.
Muchos invertebrados son vermiformes, como por ejemplo, los anélidos, los platelmintos o los nematodos, así como las larvas de los insectos, especialmente aquellas que carecen de patas, como las cresas de muchos dípteros.
Algunas estructuras anatómicas también reciben el apelativo de vermiforme; tal es el caso del apéndice vermiforme del intestino humano.
- Datos: Q9093038